# Sereeteriin Dagwadordsch
Sereeteriin Dagwadordsch (mongolisch Сэрээтэрийн Дагвадорж; * 1954 in der Mongolei) ist ein Künstler und Kurator. Er lebt in Ulaanbaatar und arbeitet in den Bereichen Malerei, Installation und Land Art. Dagwadordsch gründete eine Kunst-Schule in Ulaanbaatar und ist einer der ersten Land-Art-Künstler in der Mongolei und ist einer der Gründer von Land Art Mongolia, Mongolia 360°. Dagwadordsch ist international ausgerichtet und hat Projekte bilateral entwickelt (Ulaanbaatar – Berlin/Tokyo). Bekannt wurde Dagwadordsch mit seiner Installation von hunderten aufgehängten Steigbügeln zur Gwangju Biennale 2000 in Korea. Eine weitere Version dieser Arbeit befindet sich in der ständigen Sammlung der National Modern Art Gallery in Ulaanbaatar.

## Leben
Seit 1974 unterrichtete Dagwadordsch am College of Fine Art in Ulaanbaatar, Mongolei und wechselte zehn Jahre danach, 1984, nach Surikov Moskauer Hochschule für Malerei, Bildhauerei und Architektur. In den Jahren 1984 bis 2001 lehrte er dann am College and Institute of Fine Art, Ulaanbaatar, Mongolei; im Jahr 1999 ernannte man ihn zum Vorsitzenden von Oron Zai Association of Art Teachers. Im Folgejahr schließlich ließ er sich als freischaffender Künstler nieder.

## Ausstellungen (Auswahl)
- 1998 North East Asian Festival, Niigata, Japan
- 2000 Gwangju Biennale, Gwangju, Korea
- 2001 World Island Festival, Jeju-do, Korea
- 2003 Space and I, National Modern Art Gallery, Ulaanbaatar, Mongolei
- 2004 Blue Mongolia, UMA Gallery, Ulaanbaatar
- 2005 Fukuoka Asian Art Triennale, Fukuoka, Japan
- 2006 Land Art Mongolia, Bor-Öndör
- Transitory Operations, UMA Gallery, Ulaanbaatar
- 2010 Mongolia 360° Land Art Biennial

## Preise und Auszeichnungen
- 2000 Special Award, Gwangju Biennale 2000
- 2001 Mongolian State Prize
- 2004/2003 Award, Best of Best, Union of Mongolian Artists (UMA), Ulaanbaatar

## Projekte
- 1998 Gründung des Beuys-Club in Ulaanbaatar
- 2006 Kurator der Land Art Mongolia